# Ochropleura vibora
Ochropleura vibora là một loài bướm đêm trong họ Noctuidae.